# Al Día (Costa Rica)
Al Día war eine costa-ricanische Sportzeitung. Die Publikation war Teil der La Nación Media Group, welche auch die La Nacion herausgibt. Nebst der Ausgabe für das komplette Land, gab es auch mehrere regionale Ausgaben. Am 30. November 2014 stellte das Blatt seine Produktion ein.